# 魏瑟里茨河
51°3′48″N 13°41′12″E / 51.06333°N 13.68667°E

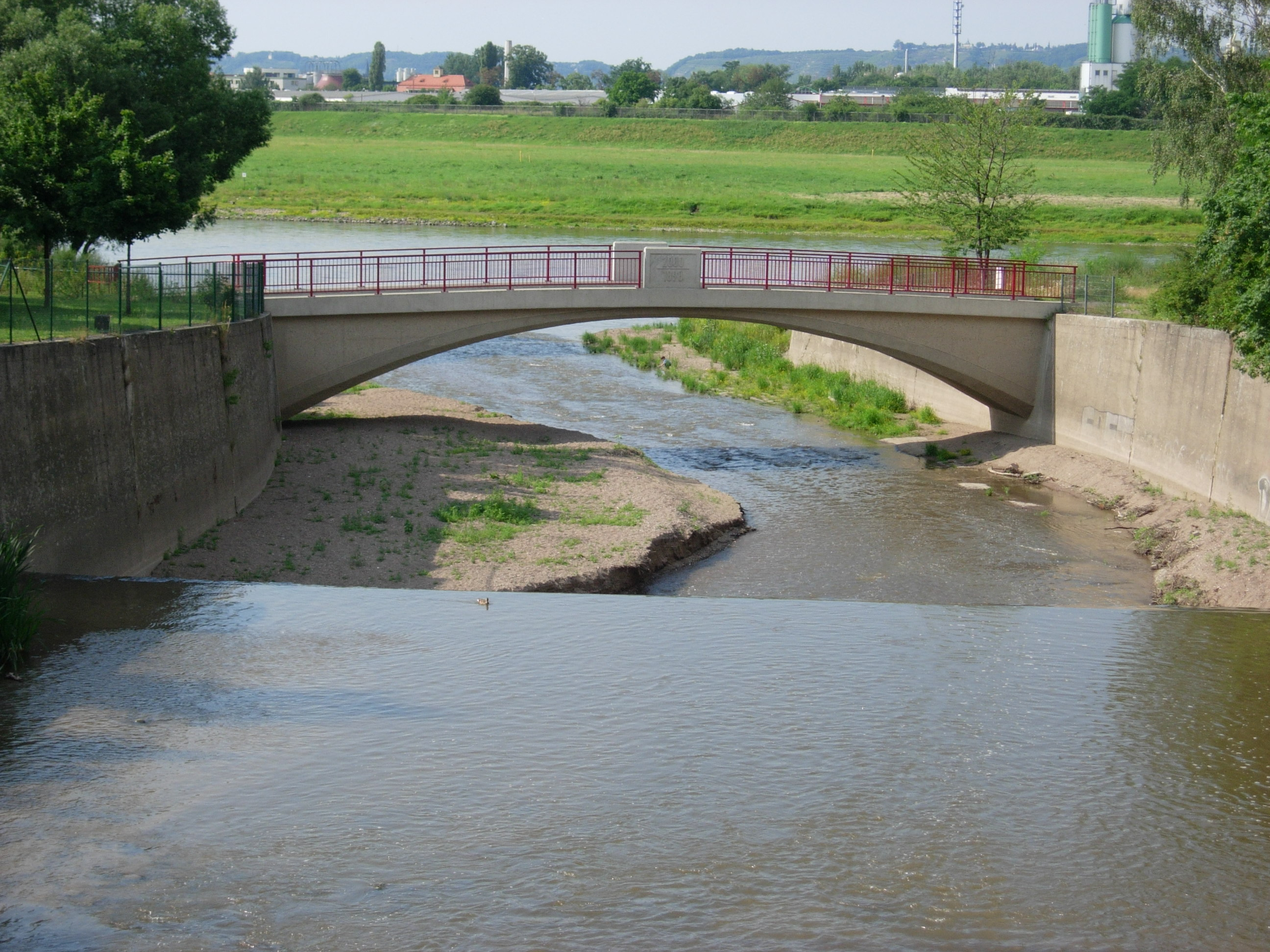

魏瑟里茨河（德語：Weißeritz，發音：[ˈvaɪsəʁɪts]）是德國薩克森州的河流，是易北河的支流，河道全長12公里，河畔城鎮有德累斯頓和弗賴塔爾，該河在2002年氾濫對流域地區造成嚴重破壞。